# 唐世徵
唐世徵，字魏子，一字琴叠，湖南湘潭人，清朝政治人物、進士出身。

## 生平
順治十八年（1661年）登辛丑科進士，官至江西玉山縣知县。著有《数峰诗》、《燕游草》、《为郎小草》、《碧泉诗钞》。